# 192291 Palindrome
192291 Palindrome è un asteroide della fascia principale. Scoperto nel 1990, presenta un'orbita caratterizzata da un semiasse maggiore pari a 2,7261514 au e da un'eccentricità di 0,1300601, inclinata di 8,00136° rispetto all'eclittica.